# Prolytta lucida
Prolytta lucida is een keversoort uit de familie van oliekevers (Meloidae). Deze soort heeft een glanzend metallic groen lijf, een glad, geelbruin schild, zonder zwarte lengtestreep in het midden, een glanzend groen kop met een lengtegroef in het midden. De wetenschappelijke naam van de soort is voor het eerst geldig gepubliceerd in 1880 door Haag-Rutenberg.